# Mulher soviética (revista)
Mulher soviética (em russo, Советская женщина; transliterado em inglês: Sovetskaya zhenshchina) foi uma revista ilustrada sociopolítica e literária, fundada em Moscovo em 1945 pelo Comitê de Mulheres Soviéticas com o apoio dos sindicatos.
Começou a publicar-se em dezembro de 1945 na União Soviética. Teve uma edição bimestral até 1954, quando passou a ser mensal até seu desaparecimento em 1991. A revista publicou-se em vários idiomas e distribuída em vários países.
A revista tinha como propósito informar sobre os diferentes aspetos da vida das mulheres soviéticas, como sua participação na construção da sociedade comunista ou os problemas aos que se enfrentava o movimento feminista internacional. Também publicavam-se artigos sobre moda, economia ou sobre os sucessos da ciência soviética, especialmente em medicina e pedagogia, bem como diversas obras literárias e artísticas.
A partir de 1991 a revista publicou-se baixo o nome de O mundo da mulher (Мир женщины).